# Gutshaus Großbeuthen

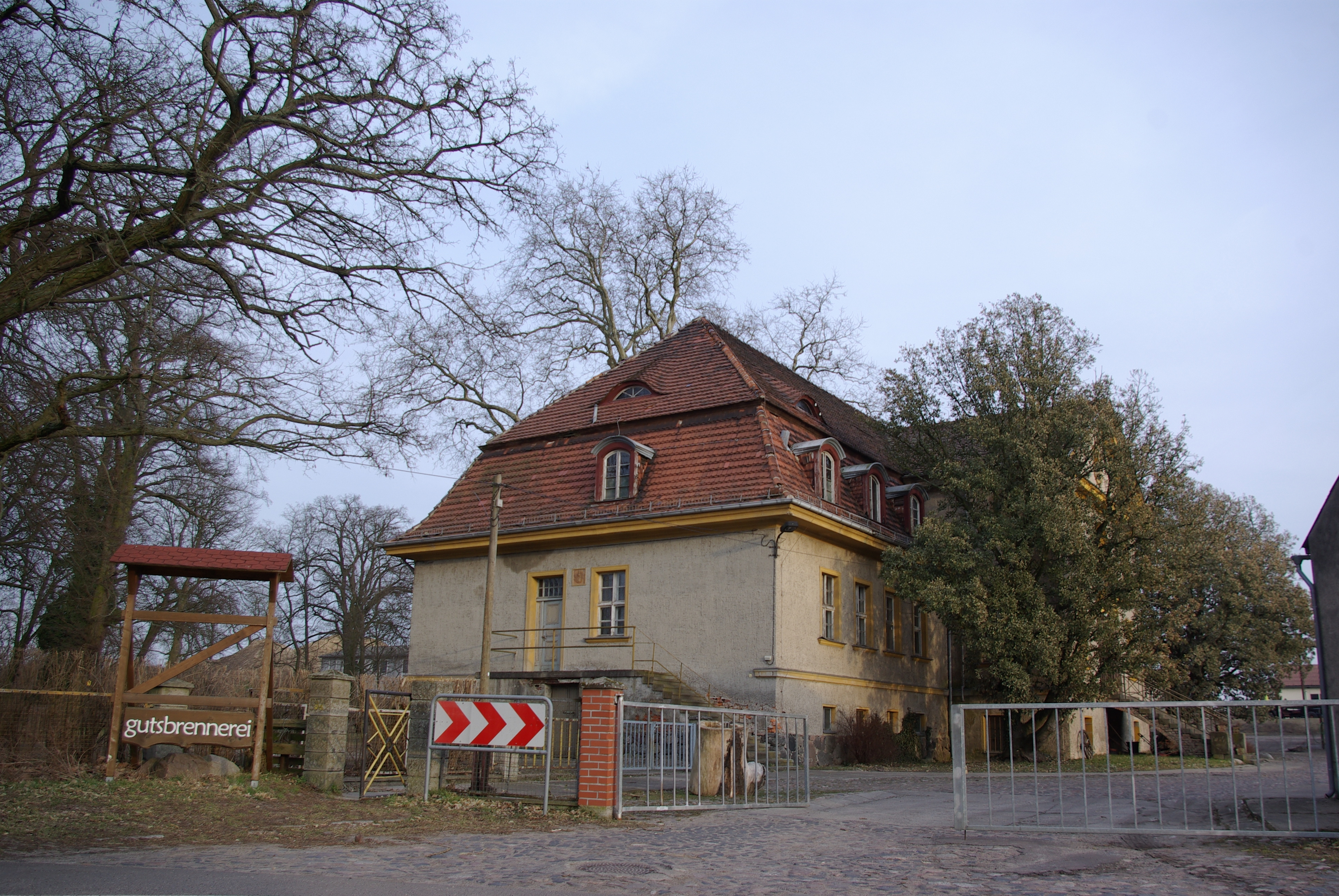
Gutshaus Großbeuthen

Das Gutshaus Großbeuthen ist ein Gutshaus in Großbeuthen, einem Ortsteil der Stadt Trebbin im Landkreis Teltow-Fläming im Land Brandenburg.

## Lage
Großbeuthen liegt in der Nuthe-Nieplitz-Niederung und dort nördlich des Stadtzentrums von Trebbin. Auf dem historischen Dorfanger steht die Dorfkirche Großbeuthen, südöstlich hiervon das Gutshaus. Es ist durch die Straße Gutshof erreichbar, die von der Trebbiner Chaussee aus in nordwestlicher Richtung abzweigt.

## Geschichte
Das Gebäude entstand in der Zeit um 1819. Das Gut befand sich zu dieser Zeit bereits einige Generationen im Besitz der Familie von Goertzke, die bereits seit 1597 in dem Ort herrschten. Vertreter der Familie waren Gustav Adolf von Goertzke, verheiratet mit Anna Christiane von Leipzig-Bärwalde, dann deren Sohn Sekondeleutnant Johann Christoph Heinrich von Goertzke (1711–1760). Seine Ehefrau wurde Friederike Luise von Leipzig-Wiepersdorf. Der Nachfahre Friedrich von Goertzke ließ auf einem hohen Sockelgeschoss ein langgestrecktes Gebäude mit einem Krüppelwalmdach und Fledermausgauben errichten. Südlich entstand ein Wirtschaftshof mit mehreren Gebäuden, die im Laufe der Jahrzehnte mehrfach umgebaut wurden. Im Jahr 1823 entstand auf dem Gelände eine Brennerei, die 1834 abbrannte und wieder aufgebaut wurde. Im späten 19. Jahrhundert wurde sie um einen Schornstein ergänzt. Im Jahr 1855 besuchte Friedrich Wilhelm IV. gemeinsam mit seiner Frau das Anwesen. Sein Besuch wurde von Theodor Fontane im vierten Teil seiner Wanderungen durch die Mark Brandenburg dokumentiert. Der Schriftsteller selbst hielt sich vom 1. bis 3. September 1860 im Ort auf.
Im Jahr 1905 wurde das Bauwerk umgebaut. Dabei entstand unter anderem ein zweigeschossiger Mittelrisalit an der südlichen Hofseite. Das Dach wurde durch ein Mansarddach ersetzt und konnte seit dieser Zeit als zusätzlicher Wohnraum genutzt werden. Im Jahr 1923 erhielt auch die Brennerei ein Mansarddach. Hiltrud und Carsten Preuß vermuten in ihren Aufzeichnungen Die Guts- und Herrenhäuser im Landkreis Teltow-Fläming, dass damit eine architektonische Angleichung an das Gutshaus erreicht werden sollte.
Nach dem Zweiten Weltkrieg wurde der letzte Besitzer Wilhelm von Goertzke (1875–1961), vormals auch Domherr zu Brandenburg und Kurator der Ritterakademie, enteignet und das Anwesen in das VEG 1. Mai umgewandelt. Im ehemaligen Gutspark wurde in den 1950er Jahren ein Lehrlingswohnheim für Berufsschüler des VEG errichtet. Das Gutshaus diente als Verwaltungsgebäude der Schule. Neben dem Pflanzenbau sollte dort die Rinderzucht gelehrt werden.
Nach der Wende übernahm im Jahr 1999 ein Privatmann die Gutsbrennerei und erwarb 2005 vom Landkreis Teltow-Fläming das Gutshaus.

## Baubeschreibung
Der anderthalbgeschossige, dreizehnachsige Bau fußt auf einem hohen Sockelgeschoss, in dem kleine, querrechteckige Fenster eingelassen sind. Die übrigen Fensteröffnungen wurden hochrechteckig ausgeführt. Er wurde aus Mauersteinen errichtet, die anschließend verputzt wurden. An der Hofseite ist eine Freitreppe, über die der Besucher zur Eingangstür gelangt, die durch zwei dorische Säulen umrahmt wird. Oberhalb ist ein kleiner Austritt, der in eine rundbogenförmige Blende eingearbeitet wurde. Im Mittelrisalit ist mittig ein Ochsenauge. Die Parkseite ist vergleichsweise schlicht gehalten. An den Längsseiten befinden sich weitere Eingänge zum Gebäude. Die Brennerei ist ein zweigeschossiges und siebenachsiges Gebäude mit einem Schornstein an seiner Nordseite.

## Rittergut Großbeuthen
Neben repräsentativen Aufgaben hatte eine Gutshaus als Herrenhaus insbesondere funktionelle Aufgaben, es war der Sitz des Gutsherrn, der einen land- und forstwirtschaftlichen Betrieb führte. Die Gutsgröße von Großbeuthen ist durch die verschiedenen Güteradressbücher von 1879 bis 1929 belegbar. Größe und Ausrichtung des zunächst 817 ha großen Betriebes blieben über die Jahrzehnte zunächst stabil und stiegen im Vergleich zum Ausgangswert auf 942 ha. Unterstützung fand der Gutsbesitzer durch einen Verwalter oder Inspektor, manchmal aus dem Kreis der Familie stammend. Zeitweise wurden Nachbargüter, in dem konkreten Fall Wendisch (Märkisch) Wilmersdorf des Grafen Fritz von Schwerin, noch dazu gepachtet. Zum Gut gehört ebenfalls der nördlich der Ortschaft angelegte Waldfriedhof, mit wohl teils posthumen Grabsteinen und Gräbern der Angehörigen und Verwandten der Gutsbesitzerfamilie.

## Gutspark
Im Gutspark steht das ehemalige Lehrlingswohnheim. Es handelt sich um einen zweigeschossigen Bau mit Mittelrisalit. Der alte Baumbestand ist noch in Ansätzen vorhanden.